# Turn-Europameisterschaften 2009
| 3. Turn-Europameisterschaften im Einzel | 3. Turn-Europameisterschaften im Einzel     |
| --------------------------------------- | ------------------------------------------- |
| Veranstaltungsort                       | Assago, Metropolitanstadt Mailand (Italien) |
| Teilnehmende Länder                     | 38                                          |
| Teilnehmende Athleten                   |                                             |
| Wettbewerbe                             |                                             |
| Eröffnung                               | 29. März 2009                               |
| Abschluss                               | 5. April 2009                               |
| Chronik                                 |                                             |
| ← Turn-EM 2007                          | Turn-EM 2011 →                              |

Die dritten Turn-Europameisterschaften im Einzel fanden vom 29. März bis 5. April 2009 im Mediolanum Forum in Assago, Metropolitanstadt Mailand, Italien statt.
Im Verlauf der Wettkämpfe gelang es Fabian Hambüchen am 4. April als erstem Deutschen in der 54-jährigen EM-Historie Gold im Mehrkampf zu gewinnen. Ein ähnlicher Erfolg stellte sich für Ariella Kaeslin ein, die mit Bronze im Mehrkampf und Gold am Sprungpferd als erste Schweizerin eine internationale Medaille gewinnen konnte.

## Teilnehmer
| - Armenien - Aserbaidschan - Belgien - Bulgarien - Dänemark - Deutschland - Finnland - Frankreich - Georgien - Griechenland - Irland - Island - Israel | - Italien - Kroatien - Lettland - Litauen - Luxemburg - Niederlande - Norwegen - Österreich - Polen - Portugal - Rumänien - Russland - Schweden | - Schweiz - Serbien - Slowakei - Slowenien - Spanien - Tschechien - Türkei - Ukraine - Ungarn - Vereinigtes Königreich - Belarus - Zypern |

### Deutsche Mannschaft
- Frauen: Anja Brinker, Kim Bui
- Männer: Fabian Hambüchen, Robert Weber, Marcel Nguyen, Matthias Fahrig, Thomas Taranu, Philipp Boy

### Schweizerische Mannschaft
- Frauen: Yasmin Zimmermann, Ariella Kaeslin, Linda Stämpfli, Lucia Taccelli
- Männer: Claudio Capelli, Roman Gisi, Niki Böschenstein, Roland Häuptli, Pascal Bucher, Claude-Alain Porchet

### Österreichische Mannschaft
- Frauen: Lisa Ecker, Kathrin Nussbacher
- Männer: Marco Baldauf, Fabian Leimlehner

## Ergebnisse

### Mehrkampf
| Rang | Athletin           | Sprung | Stufen- barren | Balken | Boden  | Gesamt |
| ---- | ------------------ | ------ | -------------- | ------ | ------ | ------ |
| 1    | Xenija Semjonowa   | 14.225 | 14.925         | 14.800 | 14.225 | 58.175 |
| 2    | Xenija Afanassjewa | 14.525 | 14.925         | 13.575 | 14.575 | 57.600 |
| 3    | Ariella Kaeslin    | 15.300 | 13.975         | 14.300 | 13.700 | 57.275 |
| 4    | Ana María Izurieta | 14.850 | 13.175         | 14.300 | 14.000 | 56.325 |
| 5    | Anamaria Tămârjan  | 14.650 | 13.975         | 14.600 | 12.700 | 55.925 |
| 6    | Aagje Vanwalleghem | 14.200 | 14.125         | 13.675 | 13.900 | 55.900 |
| 7    | Marine Petit       | 14.150 | 13.650         | 13.800 | 14.000 | 55.600 |
| 8    | Anja Brinker       | 13.650 | 15.000         | 13.250 | 13.525 | 55.425 |
| ...  |                    |        |                |        |        |        |
| 13   | Yasmin Zimmermann  | 14.100 | 12.925         | 13.500 | 14.000 | 54.525 |
| 16   | Kim Bui            | 14.150 | 14.400         | 11.575 | 14.250 | 54.375 |

| Rang | Athlet             | Boden  | Pferd  | Ringe  | Sprung | Barren | Reck   | Gesamt |
| ---- | ------------------ | ------ | ------ | ------ | ------ | ------ | ------ | ------ |
| 1    | Fabian Hambüchen   | 15.500 | 13.850 | 14.750 | 16.025 | 14.225 | 14.825 | 89.175 |
| 2    | Daniel Keatings    | 14.475 | 15.475 | 13.425 | 15.550 | 15.000 | 14.350 | 88.275 |
| 3    | Juri Rjasanow      | 14.375 | 14.575 | 14.625 | 15.000 | 14.775 | 14.850 | 88.200 |
| 4    | Philipp Boy        | 14.600 | 13.875 | 13.825 | 14.975 | 14.350 | 15.200 | 86.825 |
| 5    | Flavius Koczi      | 14.300 | 13.575 | 13.225 | 16.475 | 14.625 | 14.575 | 86.775 |
| 6    | Enrico Pozzo       | 14.800 | 13.575 | 13.400 | 15.600 | 14.125 | 14.900 | 86.400 |
| 7    | Daniel Purvis      | 14.850 | 13.825 | 13.575 | 15.650 | 14.600 | 13.575 | 86.075 |
| 8    | Alexander Shatilov | 14.475 | 13.675 | 13.625 | 15.675 | 14.350 | 14.150 | 85.950 |
| 9    | Niki Böschenstein  | 13.975 | 13.250 | 14.125 | 15.775 | 14.825 | 13.800 | 85.750 |

### Gerätefinals Frauen
| Rang | Athletin           | Punkte |
| ---- | ------------------ | ------ |
| 1    | Ariella Kaeslin    | 14.625 |
| 2    | Yulia Berger       | 14.325 |
| 3    | Anna Kalaschnik    | 14.275 |
| 4    | Aagje Vanwalleghem | 14.200 |
| 5    | Kim Bui            | 14.150 |
| 6    | Rebecca Downie     | 14.025 |
| 7    | Wyomi Masela       | 13.950 |
| 8    | Jana Komrsková     | 13.875 |

| Rang | Athletin            | Punkte |
| ---- | ------------------- | ------ |
| 1    | Elizabeth Tweddle   | 15.575 |
| 2    | Xenija Semjonowa    | 15.500 |
| 3    | Anja Brinker        | 14.800 |
| 4    | Youna Dufournet     | 14.650 |
| 4    | Xenija Afanassjewa  | 14.650 |
| 6    | Rebecca Downie      | 14.525 |
| 7    | Anastasia Kowal     | 14.350 |
| 8    | Walentina Holenkowa | 12.700 |

| Rang | Athletin          | Punkte |
| ---- | ----------------- | ------ |
| 1    | Jana Demjantschuk | 14.775 |
| 2    | Anamaria Tămârjan | 14.750 |
| 3    | Gabriela Drăgoi   | 14.650 |
| 4    | Marine Petit      | 14.150 |
| 5    | Xenija Semjonowa  | 14.125 |
| 6    | Waleria Maksiuta  | 13.725 |
| 7    | Vasiliki Millousi | 13.450 |
| 8    | Yasmin Zimmermann | 12.850 |

| Rang | Athletin            | Punkte |
| ---- | ------------------- | ------ |
| 1    | Elizabeth Tweddle   | 15.150 |
| 2    | Vanessa Ferrari     | 14.675 |
| 3    | Xenija Semjonowa    | 14.625 |
| 4    | Ana María Izurieta  | 14.075 |
| 4    | Anamaria Tămârjan   | 14.075 |
| 6    | Walentina Holenkowa | 13.925 |
| 7    | Sandra Izbașa       | 13.900 |
| 8    | Lia Parolari        | 13.525 |

### Gerätefinals Männer
| Rang | Athlet                 | Punkte |
| ---- | ---------------------- | ------ |
| 1    | Vlasis Maras           | 15.375 |
| 2    | Yann Cucherat          | 15.250 |
| 3    | Mykola Kuksenkow       | 14.925 |
| 4    | Aliaksandr Tsarewitsch | 14.825 |
| 5    | Epke Zonderland        | 14.575 |
| 6    | Martin Konečný         | 14.500 |
| 7    | Jeffrey Wammes         | 14.025 |
| 8    | Igor Cassina           | 10.875 |

| Rang | Athlet            | Punkte |
| ---- | ----------------- | ------ |
| 1    | Yann Cucherat     | 15.825 |
| 2    | Mitja Petkovšek   | 15.800 |
| 3    | Fabian Hambüchen  | 15.375 |
| 4    | Adam Kierzkowski  | 15.100 |
| 5    | Samuel Piasecký   | 15.075 |
| 5    | Cosmin Popescu    | 15.075 |
| 7    | Daniel Keatings   | 15.000 |
| 8    | Niki Böschenstein | 14.175 |

| Rang | Athlet                 | Punkte |
| ---- | ---------------------- | ------ |
| 1    | Thomas Bouhail         | 16.325 |
| 2    | Flavius Koczi          | 16.312 |
| 3    | Matthias Fahrig        | 16.225 |
| 4    | Marek Łyszczarz        | 15.937 |
| 5    | Daniel Popescu         | 15.912 |
| 6    | Jeffrey Wammes         | 15.850 |
| 7    | Fabian Hambüchen       | 15.662 |
| 8    | Dimitri Kaspiarowitsch | 7.412  |

| Rang | Athlet                   | Punkte |
| ---- | ------------------------ | ------ |
| 1    | Yuri van Gelder          | 15.750 |
| 2    | Oleksandr Worobjow       | 15.600 |
| 3    | Jordan Jowtschew         | 15.550 |
| 4    | Matteo Morandi           | 15.525 |
| 5    | Danny Pinheiro-Rodrigues | 15.425 |
| 6    | Konstantin Pluschnikow   | 15.325 |
| 7    | Matteo Angioletti        | 15.275 |
| 8    | Dimosthenis Tambakos     | 14.975 |

| Rang | Athlet              | Punkte |
| ---- | ------------------- | ------ |
| 1    | Krisztián Berki     | 15.600 |
| 2    | Louis Smith         | 15.550 |
| 3    | Daniel Keatings     | 15.500 |
| 4    | Andrej Perewosnikow | 15.200 |
| 5    | Alberto Busnari     | 15.175 |
| 6    | Donna-Donny Truyens | 14.550 |
| 7    | Daniel Popescu      | 13.525 |
| 8    | Sašo Bertoncelj     | 13.150 |

| Rang | Athlet               | Punkte |
| ---- | -------------------- | ------ |
| 1    | Fabian Hambüchen     | 15.450 |
| 2    | Matthias Fahrig      | 15.400 |
| 3    | Eleftherios Kosmidis | 15.350 |
| 3    | Alexander Shatilov   | 15.350 |
| 5    | Anton Golozuzkow     | 15.200 |
| 6    | Olexander Jakubowski | 15.075 |
| 7    | Enrico Pozzo         | 14.925 |
| 8    | Eddie Penew          | 14.425 |

## Medaillenspiegel
|      |                        |      |        |        |       |
| Rang | Land                   | Gold | Silber | Bronze | total |
| 1    | Deutschland            | 2    | 1      | 2      | 5     |
| 2    | Frankreich             | 2    | 1      | -      | 3     |
| 3    | Griechenland           | 1    | -      | 1      | 2     |
| 4    | Niederlande            | 1    | -      | -      | 1     |
| 4    | Ungarn                 | 1    | -      | -      | 1     |
| 6    | Vereinigtes Königreich | -    | 2      | 1      | 3     |
| 7    | Ukraine                | -    | 1      | 1      | 2     |
| 8    | Rumänien               | -    | 1      | -      | 1     |
| 8    | Slowenien              | -    | 1      | -      | 1     |
| 10   | Bulgarien              | -    | -      | 1      | 1     |
| 10   | Israel                 | -    | -      | 1      | 1     |
| 10   | Russland               | -    | -      | 1      | 1     |

|      |                        |      |        |        |       |
| Rang | Land                   | Gold | Silber | Bronze | total |
| 1    | Vereinigtes Königreich | 2    | -      | -      | 2     |
| 2    | Russland               | 1    | 3      | 1      | 5     |
| 3    | Schweiz                | 1    | -      | 1      | 2     |
| 3    | Ukraine                | 1    | -      | 1      | 2     |
| 5    | Rumänien               | -    | 1      | 1      | 2     |
| 6    | Italien                | -    | 1      | -      | 1     |
| 7    | Deutschland            | -    | -      | 1      | 1     |